# Crashbox (Fernsehserie)/Episodenliste
Dies ist eine Liste von Episoden der kanadisch-US-amerikanische Kinder- und Jugendfernsehserie Crashbox.

## Übersicht
| Staffel | Episodenanzahl | Erstausstrahlung | Erstausstrahlung   |
| Staffel | Episodenanzahl | Staffelpremiere  | Staffelfinale      |
| ------- | -------------- | ---------------- | ------------------ |
| 1       | 39             | 1. Februar 1999  | 12. September 1999 |
| 2       | 13             | 19. Februar 2000 | 1. April 2000      |

### Staffel 1
| Folge    | Luftdatum          | Spiel 1                                   | Spiel 2                                     | Spiel 3                                  | Spiel 4                                     | Spiel 5                                 | Spiel 6                                     | Spiel 7                                | Spiel 8            |
| -------- | ------------------ | ----------------------------------------- | ------------------------------------------- | ---------------------------------------- | ------------------------------------------- | --------------------------------------- | ------------------------------------------- | -------------------------------------- | ------------------ |
| 1        | 1. Februar 1999    | Ablenkungsnachrichten                     | Skizzenblock                                | Psycho-Mathematik                        | Ohr wir sind                                | Spukhausparty                           | Eddie Bull                                  | Zehn Sekunden                          | Rätselschlange     |
| 2        | 2. Februar 1999    | Radio-Scramble                            | Kapitänsknochen                             | Poop oder Schaufel                       | Zehn Sekunden                               | Spukhausparty                           | Abscheulicher Slob                          | Wort-Shake                             | —                  |
| 3        | 3. Februar 1999    | Verbrecherfotos                           | Ablenkungsnachrichten                       | Psycho-Mathematik                        | Ohr wir sind                                | Paige und Salbei                        | Eddie Bull                                  | Zehn Sekunden                          | Rätselschlange     |
| 4        | 4. Februar 1999    | Poop oder Schaufel                        | Kapitänsknochen                             | Ablenkungsnachrichten                    | Paige und Salbei                            | Denkfabrik                              | Schmutzige Bilder                           | Objektiv McCracken                     | —                  |
| 5        | 5. Februar 1999    | Spukhausparty                             | Abscheulicher Slob                          | Denkfabrik                               | Poop oder Schaufel                          | Ohr wir sind                            | Psycho-Mathematik                           | Zehn Sekunden                          | —                  |
| 6        | 6. Februar 1999    | Radio-Scramble                            | Eddie Bull                                  | Kapitänsknochen                          | Skizzenblock                                | Verbrecherfotos                         | Denkfabrik                                  | Ohr wir sind                           | —                  |
| 7        | 7. Februar 1999    | Objektiv McCracken                        | Kapitänsknochen                             | Abscheulicher Slob                       | Schmutzige Bilder                           | Skizzenblock                            | Poop oder Schaufel                          | Zehn Sekunden                          | —                  |
| 8        | 13. Februar 1999   | Objektiv McCracken                        | Ablenkungsnachrichten                       | Skizzenblock                             | Schmutzige Bilder                           | Eddie Bull                              | Psycho-Mathematik                           | Rätselschlange                         | Zehn Sekunden      |
| 9        | 14. Februar 1999   | Radio-Scramble                            | Ablenkungsnachrichten                       | Psycho-Mathematik                        | Schmutzige Bilder                           | Objektiv McCracken                      | Eddie Bull                                  | Ohr wir sind                           | —                  |
| 10       | 20. Februar 1999   | Radio-Scramble                            | Eddie Bull                                  | Skizzenblock                             | Paige und Salbei                            | Spukhausparty                           | Psycho-Mathematik                           | Objektiv McCracken                     | Rätselschlange     |
| 11       | 21. Februar 1999   | Verbrecherfotos                           | Skizzenblock                                | Psycho-Mathematik                        | Schmutzige Bilder                           | Ablenkungsnachrichten                   | Rätselschlange                              | Wort-Shake                             | —                  |
| 12       | 27. Februar 1999   | Abscheulicher Slob                        | Denkfabrik                                  | Poop oder Schaufel                       | Rätselschlange                              | Psycho-Mathematik                       | Paige und Salbei                            | Objektiv McCracken                     | —                  |
| 13       | 28. Februar 1999   | Ekelhafter Slob (nicht beim Zurückspulen) | Denkfabrik                                  | Poop oder Schaufel                       | Ohr wir sind                                | Psycho-Mathematik                       | Schmutzige Bilder                           | Objektiv McCracken                     | —                  |
| 14       | 6. März 1999       | Ekelhafter Slob (nicht beim Zurückspulen) | Denkfabrik                                  | Poop oder Schaufel                       | Rätselschlange                              | Psycho-Mathematik                       | Schmutzige Bilder                           | Paige und Sage                         | —                  |
| fünfzehn | 7. März 1999       | Kapitänsknochen                           | Ablenkungsnachrichten                       | Spukhausparty                            | Radio-Scramble                              | Rätselschlange                          | Eddie Bull                                  | Objektiv McCracken                     | Paige und Sage     |
| 16       | 13. März 1999      | Kapitänsknochen                           | Ablenkungsnachrichten                       | Verbrecherfotos                          | Ohr wir sind                                | Poop oder Schaufel                      | Paige und Salbei                            | Rätselschlange                         | —                  |
| 17       | 14. März 1999      | Radio-Scramble                            | Abscheulicher Slob                          | Poop oder Schaufel                       | Zehn Sekunden                               | Kapitänsknochen                         | Spukhausparty                               | Paige und Sage                         | —                  |
| 18       | 20. März 1999      | Denkfabrik                                | Ablenkungsnachrichten                       | Radio-Scramble                           | Spukhausparty                               | Poop oder Schaufel                      | Captain Bones (Nicht beim Zurückspulen)     | Objektiv McCracken                     | —                  |
| 19       | 21. März 1999      | Denkfabrik                                | Verbrecherfotos                             | Kapitänsknochen                          | Paige und Salbei                            | Eddie Bull                              | Wort schütteln                              | Rätselschlange                         | —                  |
| 20       | 27. März 1999      | Radio-Scramble                            | Verbrecherfotos                             | Skizzenblock                             | Psycho-Mathematik                           | Spukhausparty                           | Zehn Sekunden                               | Wort-Shake                             | —                  |
| 21       | 28. März 1999      | Eddie Bull                                | Radio-Scramble                              | Schmutzige Bilder                        | Verbrecherfotos                             | Ohr wir sind                            | Psycho-Mathematik                           | Wort-Shake                             | —                  |
| 22       | 3. April 1999      | Spukhausparty                             | Skizzenblock                                | Radio-Scramble                           | Abscheulicher Slob                          | Rätselschlange                          | Eddie Bull                                  | Wort-Shake                             | —                  |
| 23       | 4. April 1999      | Verbrecherfotos                           | Wort schütteln                              | Spukhausparty                            | Objektiv McCracken                          | Poop oder Schaufel                      | Kapitänsknochen                             | Rätselschlange                         | —                  |
| 24       | 10. April 1999     | Radio-Scramble                            | Skizzenblock                                | Eddie Bull                               | Wort schütteln                              | Kapitänsknochen                         | Schmutzige Bilder                           | Objektiv McCracken                     | —                  |
| 25       | 11. April 1999     | Spukhausparty                             | Denkfabrik                                  | Ohr wir sind                             | Verbrecherfotos                             | Poop oder Schaufel                      | Wort schütteln                              | Rätselschlange                         | —                  |
| 26       | 17. April 1999     | Abscheulicher Slob                        | Spukhausparty                               | Eddie Bull                               | Kapitänsknochen                             | Radio-Scramble                          | Zehn Sekunden                               | Objektiv McCracken                     | —                  |
| 27       | 1. August 1999     | Ablenkungsnachrichten                     | Captain Bones (Nicht beim Zurückspulen)     | Skizzenblock                             | Spukhausparty                               | Poop oder Scoop                         | Zehn Sekunden                               | Fahndungsfotos                         | Rätselschlange     |
| 28       | 7. August 1999     | Captain Bones (Nicht beim Zurückspulen)   | Ekelhafter Slob                             | Fahndungsfotos (nicht beim Zurückspulen) | Ablenkungsnachrichten                       | Spukhausparty                           | Poop oder Scoop                             | Objektiv McCracken                     | Rätselschlange     |
| 29       | 8. August 1999     | Spukhausparty                             | Ekelhafter Slob                             | Think Tank (nicht bei Rückspulen)        | Poop oder Scoop                             | Captain Bones (Nicht beim Zurückspulen) | Zehn Sekunden                               | Fahndungsfotos                         | Rätselschlange     |
| 30       | 14. August 1999    | Ekelhafter Slob                           | Psycho-Mathematik (nicht beim Zurückspulen) | Ablenkungsnachrichten                    | Spukhausparty                               | Radio-Scramble                          | Zehn Sekunden                               | Poop oder Scoop                        | Rätselschlange     |
| 31       | 15. August 1999    | Radio-Scramble                            | Ekelhafter Slob                             | Poop oder Scoop                          | Schmutzige Bilder                           | Fahndungsfotos                          | Psycho-Mathe                                | Skizzenblock (nicht beim Zurückspulen) | Zehn Sekunden      |
| 32       | 21. August 1999    | Captain Bones (Nicht beim Zurückspulen)   | Ekelhafter Slob                             | Poop oder Scoop                          | Spukhausparty                               | Ablenkungsnachrichten                   | Zehn Sekunden                               | Denkfabrik                             | Rätselschlange     |
| 33       | 22. August 1999    | Ekelhafter Slob                           | Skizzenblock (nicht beim Zurückspulen)      | Ablenkungsnachrichten                    | Schmutzige Bilder (nicht beim Zurückspulen) | Poop oder Scoop                         | Psycho-Mathematik (nicht beim Zurückspulen) | Denkfabrik                             | Rätselschlange     |
| 34       | 28. August 1999    | Fahndungsfotos                            | Ablenkungsnachrichten                       | Captain Bones (Nicht beim Zurückspulen)  | Schmutzige Bilder                           | Skizzenblock                            | Eddie Bull                                  | Objektiv McCracken                     | Rätselschlange     |
| 35       | 29. August 1999    | Radio-Scramble                            | Ablenkungsnachrichten                       | Skizzenblock (nicht beim Zurückspulen)   | Spukhausparty                               | Captain Bones                           | Ekelhafter Slob                             | Eddie Bull (Nicht bei Rückspulen)      | Rätselschlange     |
| 36       | 4. September 1999  | Ekelhafter Slob (nicht beim Zurückspulen) | Fahndungsfotos                              | Skizzenblock                             | Psycho-Mathe                                | Spukhausparty                           | Radio-Scramble                              | Poop oder Scoop                        | Zehn Sekunden      |
| 37       | 5. September 1999  | Denkfabrik                                | Fahndungsfotos                              | Captain Bones (Nicht beim Zurückspulen)  | Skizzenblock (nicht beim Zurückspulen)      | Spukhausparty                           | Eddie Bull                                  | Objektiv McCracken                     | Zehn Sekunden      |
| 38       | 11.09.1999         | Fahndungsfotos                            | Skizzenblock (nicht beim Zurückspulen)      | Ablenkungsnachrichten                    | Schmutzige Bilder (nicht beim Zurückspulen) | Psycho-Mathe                            | Denkfabrik                                  | Eddie Bull                             | Objektiv McCracken |
| 39       | 12. September 1999 | Ekelhafter Slob (nicht beim Zurückspulen) | Ablenkungsnachrichten                       | Psycho-Mathe                             | Schmutzige Bilder                           | Poop oder Scoop                         | Radio-Scramble                              | Zehn Sekunden                          | Rätselschlange     |

### Staffel 2
| Folge | Luftdatum     | Spiel 1                                   | Spiel 2                                   | Spiel 3                                   | Spiel 4               | Spiel 5                                 | Spiel 6                                     | Spiel 7                                   | Spiel 8        |
| ----- | ------------- | ----------------------------------------- | ----------------------------------------- | ----------------------------------------- | --------------------- | --------------------------------------- | ------------------------------------------- | ----------------------------------------- | -------------- |
| 40    | 19.02.2000    | Abscheulicher Slob                        | Ablenkungsnachrichten                     | Psycho-Mathematik                         | Zehn Sekunden         | Skizzenblock (nicht beim Zurückspulen)  | Poop oder Scoop (nicht beim Zurückspulen)   | Spukhausparty                             | Rätselschlange |
| 41    | 20.02.2000    | Ablenkungsnachrichten                     | Psycho-Mathematik                         | Verbrecherfotos                           | Denkfabrik            | Captain Bones (Nicht beim Zurückspulen) | Schmutzige Bilder                           | Radio-Scramble                            | —              |
| 42    | 26.02.2000    | Verbrecherfotos (nicht beim Zurückspulen) | Abscheulicher Slob                        | Skizzenblock (nicht beim Zurückspulen)    | Psycho-Mathematik     | Spukhausparty                           | Poop oder Schaufel                          | Rätselschlange                            | —              |
| 43    | 27.02.2000    | Abscheulicher Slob                        | Captain Bones (Nicht beim Zurückspulen)   | Skizzenblock                              | Poop oder Schaufel    | Spukhausparty                           | Radio-Scramble                              | Zehn Sekunden                             | —              |
| 44    | 4. März 2000  | Ablenkungsnachrichten                     | Ekelhafter Slob (nicht beim Zurückspulen) | Psycho-Mathematik                         | Eddie Bull            | Denkfabrik                              | Schmutzige Bilder (nicht beim Zurückspulen) | Verbrecherfotos (nicht beim Zurückspulen) | Zehn Sekunden  |
| 45    | 5. März 2000  | Ablenkungsnachrichten                     | Kapitänsknochen                           | Ekelhafter Slob (nicht beim Zurückspulen) | Poop oder Schaufel    | Skizzenblock (nicht beim Zurückspulen)  | Spukhausparty                               | Zehn Sekunden                             | —              |
| 46    | 11. März 2000 | Spukhausparty                             | Verbrecherfotos (nicht beim Zurückspulen) | Eddie Bull                                | Denkfabrik            | Psycho-Mathematik                       | Radio-Scramble                              | Rätselschlange                            | —              |
| 47    | 12. März 2000 | Spukhausparty                             | Captain Bones (Nicht beim Zurückspulen)   | Verbrecherfotos (nicht beim Zurückspulen) | Ablenkungsnachrichten | Eddie Bull                              | Psycho-Mathematik                           | Zehn Sekunden                             | —              |
| 48    | 18. März 2000 | Abscheulicher Slob                        | Poop oder Schaufel                        | Ablenkungsnachrichten                     | Kapitänsknochen       | Schmutzige Bilder                       | Radio-Scramble                              | Rätselschlange                            | —              |
| 49    | 19. März 2000 | Verbrecherfotos (nicht beim Zurückspulen) | Skizzenblock                              | Radio-Scramble                            | Schmutzige Bilder     | Psycho-Mathematik                       | Poop oder Schaufel                          | Rätselschlange                            | —              |
| 50    | 25. März 2000 | Verbrecherfotos                           | Abscheulicher Slob                        | Captain Bones (Nicht beim Zurückspulen)   | Ablenkungsnachrichten | Eddie Bull                              | Denkfabrik (nicht bei Rückspulen)           | Schmutzige Bilder                         | Rätselschlange |
| 51    | 26. März 2000 | Verbrecherfotos                           | Psycho-Mathematik                         | Skizzenblock (nicht beim Zurückspulen)    | Radio-Scramble        | Spukhausparty                           | Eddie Bull                                  | Zehn Sekunden                             | —              |
| 52    | 1. April 2000 | Abscheulicher Slob                        | Spukhausparty                             | Poop oder Schaufel                        | Ablenkungsnachrichten | Captain Bones (Nicht beim Zurückspulen) | Skizzenblock                                | Denkfabrik (nicht bei Rückspulen)         | —              |